# Nuoto ai III Giochi panamericani
Il nuoto ai Giochi panamericani 1959 ha visto lo svolgimento di 16 gare, 8 maschili e 8 femminili.

## Medagliere
| #      | Nazione     | Oro | Argento | Bronzo | Totale |
| ------ | ----------- | --- | ------- | ------ | ------ |
| 1      | Stati Uniti | 16  | 11      | 10     | 37     |
| 2      | Canada      | 0   | 4       | 1      | 5      |
| 3      | Messico     | 0   | 1       | 4      | 5      |
| 4      | Cuba        | 0   | 0       | 1      | 1      |
| Totale | Totale      | 16  | 16      | 16     | 48     |

## Podi

### Uomini
| Evento               | Oro                     | Prest.  | Argento                                                            | Prest.  | Bronzo                                                                   | Prest.  |
| Stile libero         |                         |         |                                                                    |         |                                                                          |         |
| 100 m                | Jeffrey Farrell         | 56”3    | Elton Follett                                                      | 57”2    | William Woolsey                                                          | 57”6    |
| 400 m                | George Breen            | 4'31”4  | George Harrison                                                    | 4'31”8  | Eugene Lenz                                                              | 4'34”9  |
| 1500 m               | Alan Somers             | 17'53”2 | George Breen                                                       | 17'55”0 | Gary Heinrich                                                            | 18'30”6 |
| Dorso                |                         |         |                                                                    |         |                                                                          |         |
| 100 m                | Frank McKinney          | 1'03”6  | Chuck Bittick                                                      | 1'04”2  | Louis Schaeffer                                                          | 1'05”3  |
| Rana                 |                         |         |                                                                    |         |                                                                          |         |
| 200 m                | Bill Mulliken           | 2'43”1  | Kenneth Nakasone                                                   | 2'43”2  | Manuel Sanguily                                                          | 2'44”3  |
| Farfalla             |                         |         |                                                                    |         |                                                                          |         |
| 200 m                | David Gillanders        |         | Michael Troy                                                       |         | Eulalio Ríos                                                             |         |
| Staffette            |                         |         |                                                                    |         |                                                                          |         |
| 4x200 m stile libero | Stati Uniti --- ---     | 8'22”7  | Messico Jorge Escalante Raúl Guzmán Alfredo Guzmán Mauricio Ocampo | 8'56”4  | Canada --- ---                                                           | 9'00”4  |
| 4x100 m misti        | Stati Uniti --- --- --- | 4'14”9  | Canada --- ---                                                     | 4'23”3  | Messico Eulalio Ríos Alejandro Gaxiola Jorge Escalante Roberto Marmolejo | 4'35”5  |

### Donne
| Evento               | Oro                  | Prest. | Argento                                                        | Prest. | Bronzo                                                               | Prest. |
| Stile libero         |                      |        |                                                                |        |                                                                      |        |
| 100 m                | Christine von Saltza |        | Molly Botkin                                                   |        | Joan Spillane                                                        |        |
| 200 m                | Christine von Saltza |        | Shirley Stobs                                                  |        | Joan Spillane                                                        |        |
| 400 m                | Christine von Saltza |        | Sylvia Ruuska                                                  |        | Donna Graham                                                         |        |
| Dorso                |                      |        |                                                                |        |                                                                      |        |
| 100 m                | Carin Cone           |        | Sara Barber                                                    |        | Christine Kluter                                                     |        |
| Rana                 |                      |        |                                                                |        |                                                                      |        |
| 200 m                | Anne Warner          |        | Patty Kemper                                                   |        | Anne Bancroft                                                        |        |
| Farfalla             |                      |        |                                                                |        |                                                                      |        |
| 100 m                | Becky Collins        |        | Nancy Ramey                                                    |        | Molly Botkin                                                         |        |
| Staffette            |                      |        |                                                                |        |                                                                      |        |
| 4x100 m stile libero | Stati Uniti --- ---  |        | Canada Helen Stewart Margaret Iwasaki Sara Barber Sandra Scott |        | Messico Blanca Barrón María Luisa Souza Gloria Botella Rebeca García |        |
| 4x100 m misti        | Stati Uniti --- ---  |        | Canada Sara Barber --- ---                                     |        | Messico Blanca Barrón Eulalia Martínez Rebeca García Gloria Botella  |        |